# 8 (chiffre)
Pour les articles homonymes, voir Huit (homonymie).
Ne doit pas être confondu avec 8 (nombre).
Le chiffre huit, symbolisé  8 dans la majorité des systèmes d’écriture occidentales, est le signe scripturale servant notamment à désigner le nombre huit dans les systèmes graphiques de représentation symbolique. Il se distingue donc du nombre par ceci qu’il désigne l’élément graphique et les concepts qui se rapportent à cet élément graphique, là où le nombre réfère à l’objet mathématique et aux concepts qui s’y rapportent.

## Évolution du glyphe
Au départ, divers groupes en Inde écrivaient 8 plus ou moins en un trait incurvé qui ressemblait à une majuscule H avec la moitié basse de la ligne gauche et la moitié haute de la ligne droite enlevées. À un moment, ce glyphe ressembla à notre 5 moderne. Puis, dans les chiffres dits ghûbar des Arabes d'Afrique et d'Espagne, la ressemblance du glyphe avec 5 fut supprimée en connectant le départ avec la fin du trait, et il ne resta plus aux Européens que le soin d'arrondir le glyphe, ce qui conduisit à notre 8 moderne.

## Graphies actuelles
La graphie « 8 » n'est pas la seule utilisée dans le monde ; un certain nombre d'écritures — particulièrement celles des langues du sous-continent indien et du sud-est asiatique — utilisent des graphies différentes.
| Alphabet         | Chiffre | Alphabet   | Chiffre | Alphabet  | Chiffre | Alphabet | Chiffre |
| ---------------- | ------- | ---------- | ------- | --------- | ------- | -------- | ------- |
| Amharique        | ፰       | Arabe      | ٨       | Bengalî   | ৮       | Birman   | ၈       |
| Chinois-Japonais | 八      | Devanāgarī | ८       | Gujarati  | ૮       | Gurmukhî | ੮       |
| Kannara          | ೮       | Khmer      | ໘       | Malayalam | ൮       | Oriya    | ୮       |
| Tamoul           | ௮       | Télougou   | ౮       | Thaï      | ๘       | Tibétain | ༨       |

## Affichage à sept segments
Voici le « 8 » dans un affichage à sept segments, utilisé notamment sur certains écrans de visualisation :

Affichage du « 8 ».